# Viola cebennensis
Viola cebennensis är en violväxtart som beskrevs av Chatenier. Viola cebennensis ingår i släktet violer, och familjen violväxter. Inga underarter finns listade i Catalogue of Life.